# Veronica telephiifolia
Veronica telephiifolia là một loài thực vật có hoa trong họ Mã đề. Loài này được Vahl miêu tả khoa học đầu tiên.